# 水なし印刷
水なし印刷（みずなしいんさつ）は、湿し水を使用しない平版印刷技術である。使用する版材に特徴があり、これを水なし平版と呼び、インキ反発性物資であるシリコーンゴムを全面に塗布したPS版の一種である。
現像工程で画像部のシリコーンゴムを除去することにより、画像部にインキが着き、残留したシリコーンゴム部分はインキをはじくことで、湿し水なしでも印刷できる。従来の印刷方式を水なし印刷に対して水あり印刷と呼称するが、この水とは湿し水のことを指し、水が油をはじく性質を利用して油成分である印刷インキが着かない非画像部を作り出している。このため水の表面張力を下げる必要があり、アルコール類などの様々な溶剤を添加している。
この湿し水を一切使用しない水なし印刷方式は、優れた環境特性があることで知られているが、この他、高品質な印刷や印刷時の生産性向上などによるコスト削減などの特徴もある。基本的には、オフセット印刷方式で印刷されるが、直刷りで印刷される場合もある。

## PS版と水なし平版
PS（Presensitized Plate）版は、基板にあらかじめ感光性樹脂を塗布してある平版印刷用の版材（平版）である。平版には、製版用フィルムを密着させて紫外線で露光することにより感光性樹脂が化学変化して画像を形成するアナログ版と、コンピュータ上で作成されたデータを、製版フィルムを介さず版材に直接レーザーを照射して画像を形成するCTP版がある。水なし平版も基板にあらかじめ感光性樹脂が塗布されており、この意味ではPS版の一種である。
しかしながら、一般的には、親水化処理をしたアルミニウム表面に湿し水を付着させてインキを反発する平版材がPS版と呼ばれ、湿し水を使用せずに印刷する版材は、PS版とは区別して水なし版と呼ばれている。水なし平版での印刷を水なし印刷（Waterless Printing）と言う。凸版版材を使用し、湿し水を使用せずにオフセット印刷する場合は、ドライオフセット印刷と呼ばれているが、平版を用いる水なし印刷とは別物である。

### 水なし平版
平版オフセット印刷で、湿し水なしで印刷できる版材を言う。水なし平版には、PS版と同様に、アナログ版のポジ型、ネガ型及びCTP版がある。いずれもインキ反発性物質としてシリコーンゴムで非画像部を形成している。現在、東レ株式会社およびPRESSTEK社（米国）の2社が水なし平版を製造販売しているが、両社ともインキ反発性物質として、シリコーンゴムを使用している。
印刷用のインキは、水なし印刷専用インキを通常は使用する。印刷機は、従来からのオフセット印刷機を使用するが、インキローラに冷却水を通して、印刷中の版面温度を管理する装置を取り付けるのが一般的である。水なし平版の基板は高純度アルミニウムを使用しており、使用済の版は、PS版と同様にリサイクル資源として活用されている。

## 水なし印刷

### 水なし印刷の原理（インキ反発性の発現）

#### 静的モデル
- （1）WFBL理論
  - シリコーンゴムのインキ反発機構について、Gaudiosらが検討し、Weak Fluid Boundary Layer理論（WFBL理論）を1975年に発表した。これは油性インキ中に含まれる炭化水素系溶剤がシリコーンゴムに吸収され、シリコーンゴム表面に薄膜（Weak Fluid Boundary Layer）を形成し、そこがインキの破断面となってインキの付着を防ぐという理論である。
- （2）表面張力（表面自由エネルギー）を基礎とした理論
  - 山岡亜夫らは、シリコーンゴム表面、インキ溶剤を含むインキビヒクル（液体状物質）との濡れ問題として論じた。濡れるとは、個体の表面張力（個体と気体（空気）との界面張力）と液体の表面張力の和が、個体と液体の界面張力よりも大きい場合には濡れが広がることを意味する。そこで、個体が液体で濡れにくくする、すなわち液体を反発しやすくするには、個体の表面張力を小さくし、液体の表面張力を大きくすることで達成できる。
  - 表面張力が小さい樹脂としては、フッ素系樹脂やシリコーン系樹脂が知られている。表面張力値は、ポリテトラフルオロエチレン（PTFE）は18.5mN/m、ポリジメチルシロキサンは20.7mN/mで、汎用樹脂であるポリエチレンの31mN/mやPETの43N/mに比べてかなり小さい。一方、液体であるインキビヒクルの表面張力を上げ過ぎると、版材表面の画像部への濡れ性が損なわれることになり、水あり印刷に使用されているインキビヒクルの表面張力の範囲内であることが必要である。

#### 実印刷でのインキ反発性
実際に印刷でのインキ反発性を評価すると、濡れ理論では、表面張力の小さいPTFEがポリジメチルシロキサンより有利であるが、実印刷のインキ反発性では大きく劣ることから、WBFL理論がより実印刷のインキ反発性に近いことが証明された。
ポリジメチルシロキサンはインキ溶剤の主成分である炭化水素（C16～C18）の膨潤率が400%程度あり、表面での薄膜形成が可能であるが、PTFEは炭化水素で膨潤せず、薄膜は形成できないことが影響している。この結果により、水なし平版のインキ反発性材料として、ポリジメチルシロキサンが不動のもとなった。
更には、実印刷においては、静的なモデルであるWBFL理論、濡れ理論だけでは説明できない事象が多くある。
具体的には、（1）印刷温度、（2）印刷インキの濃度、（3）印刷速度、（4）印刷機のローラと版材の接触条件（仕立て）などでインキ反発性は変化し、動的な状態すなわち実印刷でのインキ反発性の評価が必要となった。

### インキ反発性の定量化（CTIの定義と測定）
実印刷では、印刷用紙上の非画像部にインキが転移されるかどうかを、インキ反発性の基準とした。非画像部にインキが付着する状態は、地汚れと呼ばれており、地汚れしにくさ,すなわち耐地汚れ性を定量化することが必要となった。
耐地汚れ性を、定量的に評価できれば、（1）インキ自身の性能評価及び改良指針、（2）水なし平版のインキ反発性の評価及び改良指針が得られることになる。

#### CTIの定義と測定
実印刷では、印刷機械の稼働により印刷機の各部の温度が上昇する。水なし版では湿し水を使用しないため水の蒸発潜熱が無いため、温度上昇は顕著である。耐地汚れ性の定量化として、地汚れが発生する温度を、インキ性能評価の指標にすることが、実用上は有効である。
実印刷では、着肉ローラが版面に接触した後、完全に版面からインキが剥離するには、版面とインキ界面に働く粘着力（接着力）より大きな凝集力がインキには必要である。このインキの凝集力は、印刷時のインキの動的粘弾性に依存し、動的粘弾性は当然温度依存性がある。印刷時の温度が高くなれば粘弾性は低下し、臨界の温度以上では、インキの着いたローラが版のシリコーンゴム表面から離れる時点で、界面破壊（剥離）せず、インキ自身が凝集破壊をおこし、一部のインキが版面に残り、地汚れが発生する。
この地汚れが発生する温度は、可逆的であり、温度を下げれば地汚れは解消する。この現象に着目して、臨界温度をCTI（Critical Toning Index）と定義し、水なしインキの耐地汚れ性の指標とした。
また、CTIを測定する方法として、版面を内部から加熱できる印刷機が制作された。この印刷機を用いて、一定の印刷条件（2.2.2参照）で印刷しながら昇温し、地汚れする温度を測定した。この方法で得られた測定値（温度）は、実機で印刷した場合の地汚れが発生する温度と非常に良く対応した。
このCTIの定義及び測定方法の確立により、各インキメーカーでの水なしインキの評価が可能になり、開発改良に拍車がかかった。

#### 印刷条件と地汚れ性の関係

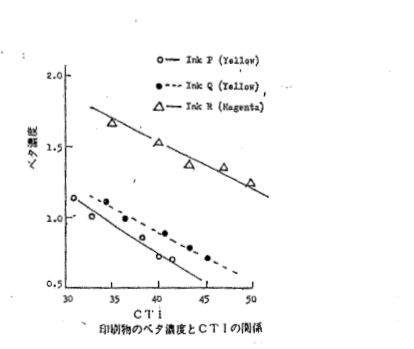

一定印刷条件での地汚れ温度は実印刷との相関が非常に良いことを前述したが、CTIが変化する印刷条件およびCTIを測定する条件を後述する。

##### 印刷物のインキ濃度

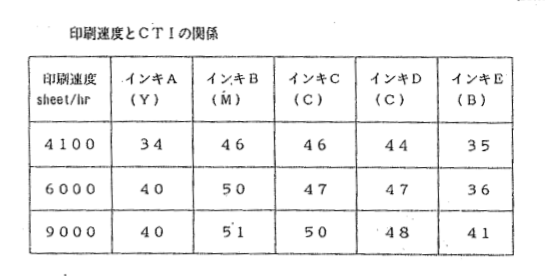

印刷物のインキ濃度（ベタ濃度）とCTIは逆相関にあり、ベタ濃度0.1の増加で、CTIは2～3低下する。相関係数は、顔料種類、顔料濃度やビヒクルにより変化する（図参照）。

##### 印刷速度の影響

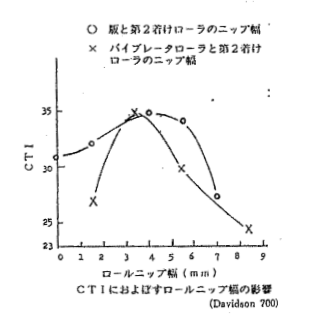

印刷速度とCTIは相関しており、印刷速度が速くなるとCTIは上昇する（図参照）。

##### 印刷機のローラー仕立て影響
着肉ローラーと版、着肉ローラーと揺動ローラーとの接触条件（ニップ幅）は,CTIに大きく影響する。印刷機により、耐地汚れ性を最大にする固有のニップ幅がある。このことは、水なし印刷を実印刷する場合には、ローラー仕立てが非常に重要であることを意味する（図参照）。

##### CTIの測定条件
上記のCTIに及ぼす温度以外の条件を排除するため、インキ濃度、印刷速度、ローラー仕立て条件を一定にしてCTIを測定した。

### 水なし印刷用インキ
水なしインキは、水ありインキと基本構成は変わらないが、インキ特性面で、耐地汚れ性を要求される点が大きく異なる。

#### CTIとインキ物性
インキの特性評価項目として、インコメーターによるタック値、平行板粘度計によるフロー値、毛細管粘度計やラレー粘度計による粘度値が通常用いられている。
水なしインキでは、タック値とCTIとでは必ずしも相関が無く、フロー値とCTIとも必ずしも相関がない。しかしながら、毛細管粘度計を用いての高ずり速度（D=255sec-1）のおける粘度とCTIは非常に良い相関がある。ラレー粘度計でも荷重が700g以上であればよい相関関係が成立する。
これらの結果は、類似の原料を用いた結果であり、異なった原料系では異なった相関係数となる。
結論として、水なしインキは、同一粘度でCTIが出来るだけ大きくなるような原料を選択することが重要である。水なしインキ用の樹脂の開発は、この点を指針として開発・製造されている。

#### インキ組成（樹脂）
CTIとインキ粘度とは良好な相関を示す。CTIを同一にして樹脂の分子量の影響を見ると、高分子量樹脂を用いた場合の方が、光沢、タック値で有利である。
高分子量樹脂が水なしインキ用樹脂として販売されている。

#### インキ組成（溶剤）
溶剤は、タック値及びインコメーターでの測定時間によるタック値の変動に大きく影響する。
樹脂に対する溶解性の良い溶剤はタック値を高くするが、一方タック値の変動は少なく、実印刷での機上安定性も優れている。しかしながら、水なし印刷では、高タックによるエッジピッキングが発生しやすい。
樹脂に対する溶解性が低い溶剤は、タック値は低くなるが、インコメーター上でのタック値が溶剤の揮散により大きく変化する。この場合にも実印刷ではエッジピッキングが発生しやすくなる。水なしインキ用の溶剤としては、α-オレフィン系溶剤が、タック値が低く、機上安定性の良いことが見出されている。
しかし近年では、溶剤のほとんどを植物油等に置き換えたNonVOCインキが水なしインキでは多用されている。このNonVOCインキにおいては、植物油が樹脂を溶解しており、溶解性のバランスがインキの特性を左右している。

#### 水なしインキ組成の最適化
水なしインキには、CTIが高く、光沢性、着肉性に優れ、エッジピック等の印刷障害のない特性が求められる。
そのためには樹脂の分子量をできるだけ大きくし、乾性油成分を増すことが指針となる。高分子量樹脂により、インキがローラと版間で分裂する時（インキが転移する時）の破断力（インキの内部応力）が大きくなってCTIが高くなり、分裂時のインキの伸長（糸引き）も短くなり、印刷後の用紙上でのレベリングが早く完了する。
乾性油成分は、印刷後のインキの流動性に寄与し、レベリングを促進する。UV印刷では、レベリング時間が不足し、光沢不足が指摘されている。
光沢は、インキ表面の十数μの凹凸と相関しており、この凹凸はインキの破断時（インキ転移時）に生成されている。破断時のインキの糸引きを少なくすることによりレベリングに必要な時間が短縮される光沢値が上昇する。

### 水なし平版材の開発

#### 初期段階
平版オフセット印刷は印刷時に湿し水を必須とし、これに起因する問題から解放されていない。
問題点は、①インキと湿し水のバランス調整、②インキの乳化による品質変化、③水による印刷用紙のカールなどである。これらの問題解決のため、版材、インキ、湿し水など材料の面からの対策や印刷条件のコントロールなどの施策が行われてきている。
インキを反発する部分を水以外の材料で形成しようとする研究は1960年代からあり、1965年H.G.Gipeは、シリコーンゴムを用いる方法を特許出願（USP3,632,375;3,677,178）し、日本では1969年に特公昭44-23042として公告された。同じ頃、米3M社J.L.Curtinも同様の発明をした。（USP3,511,178;特公昭46-16044）。
水の代わりに非画像部を形成し、インキを反発する材料で版材を構成しようとするのが水なし平版の大方の行き方である。
ものの表面が濡れるという現象は、固体の表面張力が液体のそれより大きい場合に起こる。撥水、撥油あるいは離型に効果のある材料としてフッ素系やシリコーン系が一般的であり、臨界表面張力γc（dyne/cm）が小さいことがこのように作用する理由の一つである。
1960年代後半以降、水なし平版に関する多数の特許出願があったが、インキ反発性成分はフッ素系とシリコーン系に限られている。なかでもGipeが出願したシリコーンゴムを用いたものが優れていた。印刷版材とするには、高い解像性で画像が形成できることと多数枚の印刷物を作るのに十分な耐久性が必要である。
最も重要な画像形成性には、多くの方法が提案された。代表的なものは、（A）シリコーンゴム一層タイプ、（B）シリコーンゴム下層二層タイプ、（C）シリコーンゴム上層二層タイプである。（A）は画像形成性のある感光性シリコーンゴムを用いるもので構成は最も単純であるが、一つの層が画像形成能とインキ反発性の機能を兼備しなければならない。シリコーンゴムに感光性を付与することとインキ反発性を高いレベルに保持するなどの諸特性が相反する方向であり、満足するものを得るのは困難度が高く、具体例はない。
インキ反発性シリコーンゴム層の上に画像を形成する構造（B）は、画像形成は容易であるが、画像部の接着保持性に最大の難点がある。
一方、画像形成の感光層の上にシリコーンゴム層を設ける（C）では、感光層の助けでシリコーンゴムの画像を形成し、純粋なシリコーンゴム層がインキ反発性を受け持つので合理的である。
Scott Paper社は、（B）のタイプで開発したが、実用レベルの耐刷力が得られず断念した。3M社は、（C）のタイプの版材を開発し、1972年DRUPA’72で水なし平版材‘Driography’を展示し、市場テストに入っていることを発表し、多くの注目を集めた。画像露光すると可溶化する感光層を用い、露光部の感光層を現像液で溶出すると同時に上層のシリコーンゴム層をブラシで擦り取る方法で画像部形成を行うネガ型の版材であった。
しかしながら、3M社は数年にわたる市場テストの後、1978年2月に開発を断念すると発表した。版材品質のバラツキ、製造コスト高、十分な性能のインキの開発が出来なかったことなどが主な理由になっている。
東レ㈱は1970年代前半から独自の基礎研究を開始し、光接着機構による画像形成法を見出し、シリコーンゴム層のみを除去するポジ型版材（東レTAP版）を開発し、1979年から販売を開始した。
その後、1983年にネガ型水なし平版材（東レTAN版）をラインアップし、1999年からは水なしCTP版（東レTAC版、ネガ型）を市場供給している。

#### 実用段階

##### アナログ版ポジ型
3M社‘Driography’と東レTAP版は、（C）タイプのシリコーンゴム上層二層構成であるが、前者は露光部が画像部になるネガ型であったが、後者は露光部が非画像部（インキ反発部）となるポジ型である点で異なる。更に、前者では平凹になる画像部が二層分の深度になるのに対し、後者ではシリコーンゴム層の厚さだけであり、印刷プロセスで有利に作用する。
東レTAP版の基本構成は、基板（アルミニウム）/感光層/シリコーンゴム層/カバーフィルムの4層構造である。
カバーフィルムをつけたまま製版用ポジフィルムを版面に真空密着させ、PS版と同様に露光すると、露光部の感光層が光重合･架橋反応すると同時に、上層のシリコーンゴム層を接着固定する。カバーフィルムを剥離して版面を現像液で処理するとシリコーンゴム層が膨潤し、未露光部のシリコーンゴム層のみが剥離するので、これをブラシで擦り取って刷版を作る。
感光層は、担体ポリマー、光重合性モノマーおよび光重合開始剤などからなり、光重合性モノマーとシリコーンゴム層を架橋させる成分との組み合わせが光接着力発現の重要な鍵になっている。
光重合性モノマーとシリコーンゴム架橋剤の活性基と反応する水酸基を有する場合に最も良好な結果が得られる。
光接着の機構（推定図）

###### 感光層上にシリコーンゴム層を形成する工程での反応

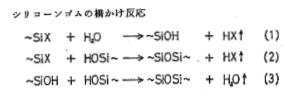
シリコーンゴムの架橋
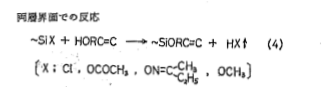
両層界面での反応
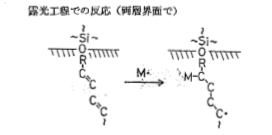
露光工程での反応

現像工程で、露光部と非露光部との両層間の接着力の差を利用し、接着力の弱い部分の界面に現像液が作用し、ブラシの擦り力を受けてシリコーンゴム層のみが除去される。露光の操作で光接着効果が生じ、シリコーンゴム層が版面上に残り、非画像部を形成するのでポジ型の版材となる。
両層界面での光重合のみが接着力の増大に寄与し、感光層内部の重合は直接関与しない。
露光はシリコーンゴム層側から行われるので、光強度が最大である両層界面付近で光重合速度が最大となるので、感光層全体の重合率があまり大きくならない初期の段階で接着力が急速に増大し、ほぼ飽和に達する。感光層全体を光不溶化する必要はないので、高感度が得られる。
感光層下部まで露光する必要性はなく、基板面からのハレーションの影響のない段階で露光を止めることができ、高解像力を得ることができる。

##### アナログ版ネガ型
東レTAN版の構成および製版プロセスは、外観的にはTAP版と同様であるが、各層の組成物や画像形成の機構は異なる。
2.4.1項に示した3つの代表的な水なし平版の構成で露光部が画像部となるネガ型版材を作成することは、どのタイプでも可能である。
- （A）では、光分解型の感光性シリコーンゴムが必要であるが、まだ知られていない。
- （B）の版材はScott Paper社が開発していたが、問題点を克服できず実現していない。
- （C）は3Mの版である。この版材ではシリコーンゴム層下の感光層の露光部が溶解除去されるため画像部のインキ付着部（セル）が深くなり、微少な網点画像の再現性が劣るという基本的欠陥がある。

セルの深さはできるだけ浅い方が印刷適性の面から好ましく、TAP版は、シリコーンゴム層の厚み分だけの深さになるように設計されている。シリコーンゴム層は、現像性や印刷適性からは薄い方が好ましいが、本来の役割であるインキ反発や印刷耐久性からは厚めの方がよい。従って、画像部の感光層を現像時溶出させることなく、前述の条件を満足する厚さのシリコーンゴム層のみを除去して画像部を作ることがネガ型版材開発の重要なポイントであった。
TAP版と同様の構成で相反する効果を発現させるため、感光層はノボラック樹脂にα-ジアゾケトン構造を結合させ、さらに多官能性イソシアナートで分子鎖伸長あるいは架橋したものが主成分になっている。その上に縮合架橋型のシリコーンゴム前駆体溶液を塗布すると、シリコーンポリマーの活性基同士の縮合架橋反応によりシリコーンゴム層が形成される。
シリコーンゴム層の組成には、感光層との界面接着を促進する成分を添加し非露光部でのシリコーンゴム層と感光層との接着が十分に印刷耐久性をもつようにした。
これらの特殊な感光層とシリコーンゴム層を組み合わせるとともに、現像処理中に未露光部を光不活性化する新しい手法を取り入れたので、製版の安定性と取り扱い上の問題が解消した。露光した部分のシリコーンゴム層が現像で除去されるので、これを光剥離機構による画像形成と称している。
モデル的に言えば、東レTAP版では、光が当たって界面接着力がアップして、強く接着した非画像部が形成され、東レTAN版では逆に、光が当たった部分の界面接着力が見かけ上低下してシリコーンゴム層が剥離除去され画像部が形成されるのである。

##### CTP版
コンピュータ編集した画像情報を製版フィルムを介することなくレーザー光出力で版材に直接書き込むことができる版材が、CTP版である。水なしCTP版にはPRESSTEK版と東レTAC版が生産販売されている。
PRESSTEK社は、高出力YAGレーザーを照射し、画像部のシリコーンゴム層を焼き飛ばすアブレーション型（PEARLDry版）と、830nmの近赤外線半導体レーザーを用いて画像形成するZahara版を新聞印刷分野に展開している。
東レ水なしCTP版（TAC版）はサーマルネガ型で、外観はTAP版やTAN版と同じ4層構成であるが、アナログ版の感光性層が感熱層に置き換わっている。近赤外線半導体レーザー（830nm）を用いた多くの市販サーマルプレートセッターに対応するよう設計されている。
近赤外線レーザー光の照射により、感熱層の最上層部（シリコーンゴム層との界面部）を熱反応させ、シリコーンゴム層との接着力を低下させる。TAN版と同様に、接着力が弱くなった照射部のシリコーンゴム層を剥離する工程が現像工程である。
近赤外線レーザーの照射で、感熱層に急激な温度分布が生じ、感熱層表層を高温にすることができ、その部分の感熱層のみを変化させる画像形成機構が考察されている。これは、画像形成が感熱層表層の反応に基づくので、基本的に高感度が得られることを示す。
アナログ版は感光性であり、退色防止灯環境での取り扱いを要請されるが、TAC版は紫外から可視光域には全く感光しないので、明室取り扱いが可能である。

### 水なし印刷の特長

#### 水なし平版の特長
水なし平版は、構造及び現像方式に特徴がある。過去に、水なし平版として提案されたものは多数あるが、いずれもインキ反発性物質としてシリコーンゴム層を採用している（3.1.2参照）。版の構造としては、このシリコーンゴム層を上層にしたもの、下層にした物の2種類がある。現在では、シリコーンゴム層上層型のみが商品化されている。
シリコーンゴムが上層にあるため、画像部はシリコーンゴム層より下部にあり、平凹版の形状となる。シリコーンゴム層の厚みは、1.5μ～3μ程度であり、ミクロン単位で凹部が形成されている。PS版は、親水層のアルミニウム基板の上層に、画像部が形成される平凸版である。平凹版の利点は、印刷時のドットゲインが抑制できることになり、高精細印刷など網点や極細線の印刷に適している。
ドットゲインは、網点の太りを意味し、印刷版の網点面積率が印刷物の網点面積率と一致せず，印刷物の網点面積率の方が大きく刷られた状態をいう。ドットゲインは、印刷版からブランケットへ網点を形成するインキが転移する時に印圧により押しつぶされ、横に広がる（太る）ことにより発生する。ドットゲインが大きいと網点の形状も崩れることから、良い印刷再現を得るためには，ドットゲインをできるだけ小さくすることが重要である。
第2の特長は、現像方式がPS版とは根本的に異なる点にある。PS版は、非画像部を形成する現像工程において、アルミニウム基板に塗布された感光性樹脂を化学薬品で溶解除去する必要がある。
水なし平版は、画像部を形成するためにシリコーンゴム層を除去する必要があるが、基本的には水道水を用いてブラシで掻きとる方式であり、化学薬品の廃液が発生しない特徴がある。
PRESSTEK社は、アブレーション型のCTP版を製造しており、現像工程は存在せず、焼き飛ばされたシリコーンゴム層のデブリ（屑）を除去して刷版は完成する。

#### 水なし印刷の特長
水なし印刷の特長は、平凹版構造に由来するものと、湿し水を使用しないことにより発揮されるものがある。

##### 水なし印刷の品質
水なし平版が平凹版であることにより、インキが版からブランケットに転移する時に、インキの横広がりが抑制され、最終的に紙面上でのドットゲインが少なくなる。
高精細印刷（高線数印刷,FM印刷）は、網点が小さくなるため、ドットゲインが必然的に大きくなる。ドットゲインの少ない水なし印刷は、これらの高精細印刷に適していると言える。
印刷による偽造防止として、肉眼では判別･判読困難な超微細な文字や模様を印刷（マイクロ印刷）する方式が採用されるが、水なし印刷が得意とする分野であり、欧州各国では身分証明書の印刷に採用されている。
また、湿し水を使用しないことにより、湿し水の変動によるドットゲインの変動や印刷濃度の変動が少なく、常に安定した印刷が可能である。
湿し水は、印刷中にインキ中に取り込まれ乳化状態になることにより、印刷の網点や文字ににじみを生むことになるが、水なし印刷では、にじみのない網点や文字が再現できる。
湿し水は、印刷時に印刷用紙の伸びを引き起こし（ファンアウト）、見当のずれを起こしやすいが、水なし印刷ではこのような紙の伸びが無く、見当精度に優れた印刷物が得られる。
湿し水を吸収しないホイル紙、合成紙、フィルムへの印刷にも水なし印刷は有利になる。

##### 水なし印刷の経済効果
水なし印刷は、湿し水を使用しないことによりファンアウトが抑えられ、見当合わせが迅速に行え、印刷開始時の損紙を減らせること、湿し水に関連する費用の削減が図れることなど経済的な利点がある。
印刷作業者が習得に最も時間を要するのは、湿し水とインキのバランスを最適に管理する技術であり、湿し水のない水なし印刷は、人材育成面でも利点があり、これらのことにより、印刷のトータルコスト低減に寄与していると言える。
しかしながら、水なし印刷では、インキの粘度が高いことにより、印刷機のローラ上での横広がりが少ない（インキが練られにくい）ため、ゴーストが発生しやすい。
インキの粘度の高さは、UV印刷時のようにレベリング時間を十分確保できない場合には光沢不足となる原因となっている。
水なしインキの破断時（転移時）の糸引きの長さも、ベタ部分の着肉性を落とす原因ともなっている。網点部はインキの糸引きが網点周辺の非画像部によりインキの破断が促進されるため、ドットゲインの少なさと相まって、着肉性及び網点形状は良好である。
また、非画像部がシリコーンゴムで形成されているため、非画像部がアルミニウムの水あり版よりは傷がつきやすく、取り扱いには注意が必要である。インキ反発層を形成するシリコーンゴムは、摩擦に対しては一定の強度しかないため、紙粉の非常の多い印刷用紙においては耐刷力が不足する場合がある。
その他、材料価格（版材、インキ）が水あり印刷用に比べて、平均的に高い。印刷機を冷却するためのチラーは、水あり印刷でも印刷の安定化には有効であるが、水なし印刷では、湿し水の蒸発潜熱の冷却効果が無い分だけ冷却能力の大きなチラーが必要となる。また、印刷室の温度により左右されるものの、水あり印刷に比べ、同じ冷却能力のチラーであっても電気使用量は高くなる傾向にある。

##### 水なし印刷の環境優位性
別項（3.1）に記述

### 水なし印刷機
水あり印刷で印刷されているほぼすべての分野が水なし印刷で対応できている。しかしながら、水なし印刷に必要な専用インキが供給できない場合や地域では限定的な用途に限られているのが現状である。また、印刷機については、一般的には専用の印刷機は必要なく、通常の印刷機で印刷可能で、兼用も可能である。
しかし、より安定した水なし印刷を行うには、印刷機の温度コントロール（チラー）が必要となるが、温度コントロールできる印刷機の設置台数は限られているのも現状である。

#### 水なし専用印刷機
水あり印刷では困難なCDやDVD表面への画像の印刷、クレジットカードや身分証明などのプラスチックカードへの印刷、自動車内装材や家電部品などインモールド成型品用の印刷などへも展開されており、専用の印刷機が用途別に生産されている。

##### CORTINA
ドイツの印刷機メーカーであるKoening & Bauer AG（KBA）社が、1999年に発表した水なし印刷専用の新聞輪転印刷機であり、欧州中心に20社の新聞社で稼働中である。
タワー型輪転機であるが、タワー型で問題になるファンアウトを水なし印刷より解消している。
また、水なし印刷のための温度制御機構を有している。インキは、温度コントロールされたアニロックスローラに供給され、表面をドクターブレードで均した後に、ゴムローラを通じて版面に供給される構造になっている。版を取り着ける版胴も温度コントロールされており、自動版替装置も装備され、48頁のフルカラーに必要な192枚の印刷版を2分間で版替えできる。
最大の特長は、新規紙面印刷時の立ち上がり損紙がフルカラー印刷で50～60部に抑えられることであり、印刷時の消耗品の80%を占める用紙の節約が、導入会社の最大のメリットとなる。
新聞印刷時はコールドセット方式であるが、一般の商業印刷物を印刷するときはヒートセット方式で印刷できるようドライヤーが装着できる。耐刷力は、新聞印刷に必要な120,000～150,000部である。コールドセット方式とは、輪転印刷において、印刷後に加熱やUV照射などの手段を一切加えず印刷を終了する印刷方式である。一方、ヒートセット方式は、印刷直後に印刷用紙をドライヤーに通過させて加熱し、インキ中の溶剤を蒸発させ、乾燥させる印刷方式である。

##### GENIUS 52UV
ドイツの印刷機メーカーKBA-Metronic GmbH社が2002年に発表した、サテライト型の水なし専用のA3サイズUV5色印刷機である。
アニロックスローラからゴムローラを介して版胴にインキを供給するショートトレインで、ゴム製アニロックスローラ、インキ着けゴムローラと版胴の直径は同じでゴーストの出ない構造である。温度制御装置は、アニロックスローラ、版胴に装着されている。
版替えから刷り出しまでのジョブチェンジは7分未満である。UV印刷機であることにより、プラスチック基板、レンチキュラー印刷などに多用されており、世界で150台以上が稼働している。

##### RAPIDA 74G
KBA社が、水なし印刷とアニロックスローラとを組合せて完成させたのが、A2サイズの水なし専用印刷機のRAPIDA 74Gである。通常印刷機と同じく色ごとの印刷ユニットを連結した構造となっている。

##### CD/DVD印刷機
CDやDVDには、表面にタイトルや画像が印刷されている。CDが開発された当初は、スクリーン印刷で印刷されていたが、写真調の印刷などカラー印刷の需要が高まるとともに、水なし印刷による高精細印刷が開始された。
1992年に日本文化精工株式会社、大日本インキ株式会社（DIC株式会社）、東レが共同で水なし専用の4色印刷機を完成させた。その後、台湾メーカーや欧州メーカーがCD/DVD向け水なし専用印刷機を開発し、CD／DVD印刷の水なし印刷化が進展し、4色印刷のほぼすべてが水なし印刷となっている。

##### 機上製版印刷機（DI=Digital Imaging機）
CTP版が普及する以前から印刷機上でデジタル製版して印刷をする水なし専用機が多数開発された。
この機上製版印刷機は、露光前の生版を版胴に巻き付けた後に露光して画像を形成するものである。
2001年には、Heidelberg Printing Machines（ハイデルベルグ）社が、GTO DI機を発表した。GTO DI機は、PRESSTEK社の画像部のシリコーンゴム層を放電破壊で画像を形成できる版材を利用したものである。
2005年には、GTO DI機を進化させ、QMDI（Quick Master Digital Imaging）機を発表した。QMDI機は、RESSTEK社のアブレーション型水なしCTP版を使用した機上製版印刷機であり、レーザー露光した時に発生するシリコーンゴムのデブリ（かす）は、簡単にふき取ることができる実質的に無現像CTP版であった。
その後、PRESSTEK社のアブレーション型CTP版を使用した機上製版印刷機は、KBA PLANETA社のKARAT機（46KARAT,74KARAT）や、リョービ株式会社（リョービMHIグラフックテクノロジー株式会社）のRYOBI3404DI機などに引き継がれた。
各社の印刷機に版材を供給してきたPRESSTEK社も、自社ブランドの機上製版印刷機（PRESSTEK 75DI,52DI,34DIの3シリーズ）を販売している。

### 水なし印刷の必要条件

#### 刷版作成
東レ水なしCTP版はサーマル型の版材であり、通常使われる830nmの近赤外線レーザーを光源とするCTPセッター（プレートセッター）を使用して露光する。露光後は、東レ水なし版専用の現像機で現像し刷版とする。
PRESSTEK版は、アブレーション型であり通常のサーマル版よりは高出力のレーザーが必要である。現在使用されているのは高出力の830nmの赤外線レーザー及び1064nmのYAGレーザーである。アブレーション型であるため、アブレーションしたデブリを洗い流すための洗浄機を通すことにより刷版が完成する。

#### インキ
水なし印刷専用インキは、水あり印刷用インキと同じく、各種用途別に生産されている。水なし印刷を採用している国も多岐にわたるため、各国ごとにローカルインキメーカーが多数存在する。
印刷用途によっては水あり用インキで地汚れを起こさず印刷できる分野もある。金、銀インキや、金属印刷向けインキは、その代表的な例である。

#### 印刷機
水なし印刷では、湿し水の蒸発による印刷機の冷却効果が無いため、印刷により印刷機温度が上昇する。
版面の温度制御が最も重要であり、版面温度制御できる印刷機が通常使用される。版面温度制御幅は厳密ではなく、水なし印刷インキの性能上5℃程度の幅に制御できれば問題は発生しない。
さらに重要なのは印刷機のメンテナンスである。メンテナンスを怠った機械では、水なし印刷本来の印刷物を生産するのが困難な場合が多い。基本的には、印刷機メーカーが推奨する条件で印刷できるよう日常のメンテナンスを欠かさないことが重要である。
特に、ローラと版材とのニップ幅や版/ブランケットの印圧を常に正常にする必要がある。

#### その他の資材
ブランケットやローラなど印刷結果に大きな影響を与える資材は多いが、資材の選択やメンテナンスは、水あり印刷と大きく変わることはない。インキや印刷物に応じて最適なものを選ぶには、実際に印刷することにより決定する必要がある。

#### 印刷環境
印刷工場環境も水あり印刷と大きく変わらないが、注意すべきは工場の温湿度管理である。
水なし印刷では、湿し水を使用しないため静電気の影響を受けやすく、50%RH以下の低湿度の環境では、静電気発生によりデリバリでの紙揃えが悪くなるような問題が発生する。
工場内の温度も印刷機の温度制御能力に影響を及ぼすこともあり、極端な低温、高温は避ける必要がある。
水なし版の表面がシリコーンゴム層で出来ているため、PS版に比べれば版面強度は弱い。工場環境がごみや塵が舞っているような環境では、版面を損傷する可能性もある。水あり印刷で推奨されている印刷環境であれば、問題なく水なし印刷は可能である。

## 水なし印刷と環境保全
水なし印刷は、刷版作成工程及び印刷工程において様々な環境優位性がある。

### 水なし印刷の環境優位性
刷版工程において、東レ水なし版は水道水を用いて画像部のシリコーンゴム層をブラシで掻きとる方式であり、有害な現像廃液は出ない方式である。
PS版の現像廃液は、pH12以上、高濃度のCOD，BOD成分が含まれている特別管理廃棄物であるのとは対照的である。一方、水なし版の現像に使う水道水も一定量あり、節水型の刷版処理機を望む声は高い。
印刷工程においても、湿し水は下水排水基準値を遥かに超えるCOD，BODが検出されるのに対し、水なし印刷は湿し水そのものが不要である。
湿し水にはVOC（揮発性有機化合物）成分が含まれており、水あり印刷は水なし印刷に比べて5倍から10倍のVOCが印刷中に発生する点にも、水なし印刷の環境優位性が表れている。
また、湿し水は印刷工程で蒸発揮散するため、水資源が十分でない国では、水資源の保護の観点からも水なし印刷が優位にある。

### 水なし印刷の営業付加価値
水なし印刷の環境特性をもとに印刷業界として環境保全に取り組む姿勢の団体であるWPA（Waterless Printing Association）が1993年に米国で発足した。
WPAは世界共通の独自ロゴ（バタフライロゴ）を制定した。2002年には、WPAの日本組織として日本WPAが発足し、2010年には一般社団法人日本WPAとして法人化し、活動を続けている。
現在は、日本を中心とする日本WPA、米国を中心とするIWPA（International Waterless Association）及び、欧州を中心とするEWPA（European Printing Association）の3団体が協調して水なし印刷による環境保護活動を世界規模で取り組んでいる。
このバタフライロゴによる印刷物のブランド化は、印刷物の受注において営業の付加価値となっている。
実際、企業が発行するCSR関係の報告書では水なし印刷の指定及びバタフライロゴの表示が半数を超えている。

### 一般社団法人日本WPA
日本WPAは、水なし印刷を実施する印刷会社を正会員として、水なし印刷に関連する機械、資材メーカー、商社等を協賛会員として構成され、セミナーの開催や工場見学会などの活動を行っている。
活動として、水なし印刷を採用することでの環境保全活動以外の社会貢献事業を多く長く実施しており、カーボンオフセット事業には、2009年から取り組みを始め、2011年の東北大震災の際には、義捐金付きカーボンオフセット事業により、義捐金の寄付活動を実施した。
経産省の進めるCFP（カーボンフットプリント）事業にも参加し、印刷業界として最大の実績を残している。
セミナーや工場見学会を通じて会員相互の交流や技術向上を目的とした勉強会を頻繁に実施している。

## 水なし印刷とエレクトロニクス
水なし印刷は、被吸収体への印刷が可能あり、かつ画像の再現性にもすぐれていること、インキが厚盛できるなどの特徴があり、エレクトロニクス分野での印刷にも使用されている。
東レと大日本スクリーン製造株式会社（株式会社SCREENホールディングス）は、プリント配線板の新規パターン印刷システムを水なし印刷をもとに、1983年に開発・発表した。
版材は、アルミニウム基板にショアＡ硬度70～75の弾性ゴム層を積層し、その上に画像形成感光層とシリコーンゴム層を重ね、最上層に露光時のネガフィルムの密着性を付与したポリマー層で構成されたものである。EGプレートと称されたが、コスト面での課題から、現在は製造を中止している。
しかし、通常のオフセット用版材は、現在でもスクリーン印刷方式で印刷された分野の代替として、ICチップのマーキングやプリント回路の印刷などに使用されている。
過去には、液晶表示装置のカラーフィルタ印刷に適用された例もある。